# Средняя аллея
Сре́дняя аллея — аллея на Каменном острове в Петроградском районе Санкт-Петербурга. Проходит от набережной реки Малой Невки до 2-й Берёзовой аллеи.

## История
Первоначально с 1909 по 1929 годы носила название Большая аллея. Позже название перешло к другому проезду. С 1933 года носит название Средняя аллея, названная, как имеющая меньшую длину в сравнении с Большой аллеей.

## Достопримечательности
- Парк «Тихий отдых»

 Объект культурного наследия народов РФ регионального значения. Рег. № 781720972150005 (ЕГРОКН). Объект № 7801077001 (БД Викигида)
- Дом княгини М. К. Кугушевой, ныне Детская художественная школа им. Кустодиева (дом 1 по Боковой аллее)

 Объект культурного наследия народов РФ регионального значения. Рег. № 781710971850005 (ЕГРОКН). Объект № 7802210000 (БД Викигида)